# Ingolstadt
Ingolstadt (aportuguesado Ingolstádio) é uma cidade do sul da Alemanha localizada na região administrativa da Alta Baviera, estado da Baviera. Está situada nas margens do Rio Danúbio.
Ingolstadt é uma cidade independente (Kreisfreie Städte) ou distrito urbano (Stadtkreis), ou seja, possui estatuto de distrito (kreis). Segundo os últimos censos realizados em 2022, tem uma população de 139,553 habitantes, sendo que quase meio milhão de pessoas vivem na área metropolitana de Ingolstadt.
Ingolstadt é a segunda maior cidade da Alta Baviera, logo a seguir a Munique, e a quinta maior cidade da Baviera, a seguir a Munique, Nuremberga, Augsburgo e Ratisbona. A cidade atingiu a marca dos 100,000 habitantes em 1989 e passou a ser desde então uma das maiores cidades da Alemanha.
A primeira referência a Ingolstadt remonta ao ano de 806, como Ingoldes Stadt - a cidade de Ingold. No final da Idade Média foi uma das cidades capitais do Teilherzogtum da Baviera conjuntamente com Munique, Landshut e Straubing, o que se reflete na Arquitetura. A 13/Março/1472 seria inaugurada em Ingolstadt a primeira Universidade na Baviera, onde mais tarde se distinguiria como o centro da Contrarreforma. Em 1776 seria aqui fundado o grupo de "livres pensadores" auto-intitulado Illuminati. Ingolstadt foi também durante cerca de 400 anos uma cidade fortificada. O centro histórico foi essencialmente preservado.
Ingolstadt é sede de importantes empresas, como a fábrica de automóveis Audi. No futebol, a cidade destaca-se pela existência do Fußball-Club 2004 Ingolstadt.
Ingolstadt é a cidade onde, no livro Frankenstein, de Mary Shelley, o Dr. Victor Frankenstein constrói a sua criatura.

## Geografia

### Extensão e Localização

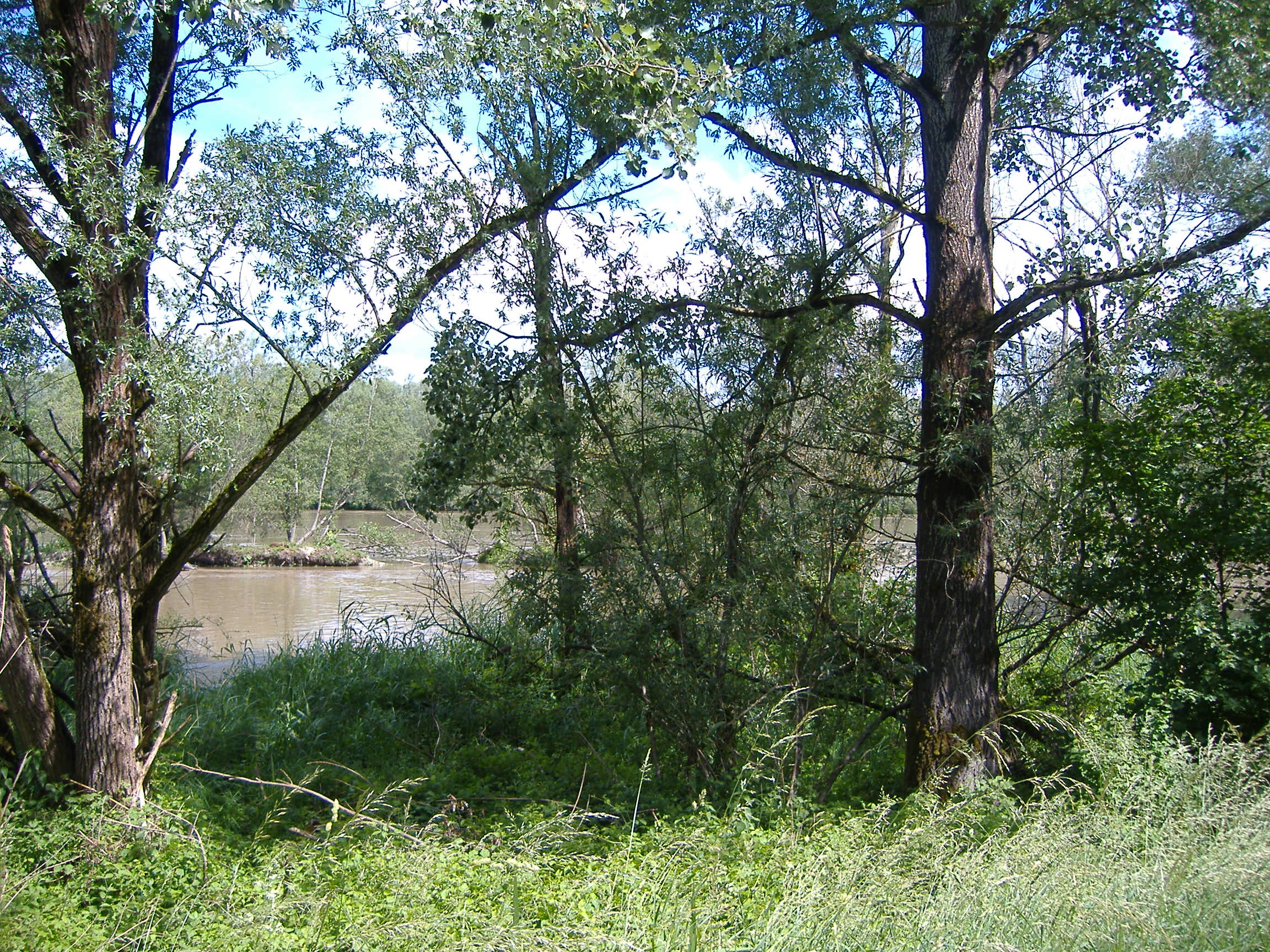
Margens do Danúbio

Em termos de área, Ingolstadt é a quarta maior cidade da Baviera, a seguir a Munique, Nuremberga e Augsburgo. A área urbana estende-se por 133,35 km². 18 km no sentido Este-Oeste, 15 km no sentido Norte-Sul e os limites da cidade têm uma extensão de 70 km.
Ingolstadt situa-se 48° 45′ 49″ N 11° 25′ 34″ E. Os limites da cidade estão a cerca de 14 km do centro geográfico da Baviera, que se localiza perto de Kipfenberg. O ponto mais alto são de 410,87 m em Pettenhofen, o mais baixo são de 362 m na zona do Danúbio, enquanto que o centro da cidade situa-se a 374 m acima do nível do mar. Ingolstadt segue, tal como toda a Alemanha, o Horário da Europa Central embora em termos reais tenha 14 minutos de atraso.

## História
|  |